# Barges (Haute-Loire)
Barges ist eine französische Gemeinde mit 106 Einwohnern (Stand 1. Januar 2022) im Département Haute-Loire in der Region Auvergne-Rhône-Alpes (vor 2016 Auvergne). Die Gemeinde gehört zum Arrondissement Le Puy-en-Velay und zum Kanton Velay volcanique.

## Geografie
Barges liegt etwa 24 Kilometer südlich von Le Puy-en-Velay im Zentralmassiv. Umgeben wird Barges von den Nachbargemeinden Arlempdes im Norden, Saint-Arcons-de-Barges im Osten, Saint-Paul-de-Tartas im Süden sowie Landos im Westen und Nordwesten.

## Bevölkerungsentwicklung
| Jahr                       | 1962 | 1968 | 1975 | 1982 | 1990 | 1999 | 2006 | 2011 | 2020 |
| Einwohner                  | 182  | 159  | 135  | 113  | 105  | 73   | 68   | 73   | 110  |
| Quellen: Cassini und INSEE |      |      |      |      |      |      |      |      |      |

## Sehenswürdigkeiten
- Himmelfahrts-Kirche